# Beautiful Life
Beautiful Life är en låt av svenska gruppen Ace of Base, släppt under sent 1995. I Nordamerika var den första singel ut från albumet  The Bridge; i Europa följde den "Lucky Love".
Sången skrevs den 1 januari 1994 av Jonas Berggren, då han besökte Kanarieöarna. Berggren tog med gospelelementen i låten, och singeln blev en stor framgång runtom i världen, med topplaceringen #15 på Billboard Hot 100 i december, 1995 samt på brittiska singellistan. Den nådde också placeringen #1 på amerikanska Hot Dance Music/Club Play-listan.

## Musikvideo

### Bubbles Version
Musikvideon regisserades av Richard Heslop, who would go on to direct the band's later video for "Never Gonna Say I'm Sorry". I videon visades datorgenererade bubblor.

### USA
Enligt VH1 i USA, krävde skivbolaget Arista Records att bubblorna skull etas bort från videon, vilket också gjordes. I Europa visades båda versionerna.

### Andra videor
Även remixvideor spelades in, och 1998 utgav  VH1 en Pop-up Video-version.

## Låtlistor

### Storbritannien, CD 1 / Australien CD
1. Beautiful Life (Single Version)
2. Beautiful Life (12" Extended Version)
3. Beautiful Life (Junior's Circuit Bump Mix)

### Storbritannien, CD 2
1. Beautiful Life (Single Version)
2. Beautiful Life (Vission Lorimer Club Mix)
3. Beautiful Life (Lenny B.'s House of Joy Club Mix)
4. Beautiful Life (Uno Clio Mix)

### USA, maxisingel
1. Beautiful Life (Single Version)
2. Beautiful Life (12" Extended Version)
3. Beautiful Life (Junior's Circuit Bump Mix)
4. Beautiful Life (Vission Lorimer Club Mix)
5. Beautiful Life (Lenny B's House Of Joy Club Mix)
6. Beautiful Life (Uno Clio Mix)

## Medverkande
- Sång av Linn Berggren, Jenny Berggren, Jonas Berggren
- Bakgrundssång och kör av Jeanette Söderholm
- Musik av Jonas Berggren
- Text av Jonas Berggren och John Ballard
- Producerad av Denniz Pop, Max Martin och Jonas Berggren
- Inspelad och producerad i Cheiron Studios

## Listor
| Chart (1995–1996)                            | Topplacering |
| -------------------------------------------- | ------------ |
| Australien (ARIA)                            | 11           |
| Österrike (Ö3 Austria Top 40)                | 24           |
| Belgien (Ultratop 50 Flandern)               | 15           |
| Belgien (Ultratop 40 Vallonien)              | 13           |
| Kanada (RPM)                                 | 3            |
| Canada Dance (RPM)                           | 1            |
| Finland (Suomen virallinen lista)            | 3            |
| Frankrike (SNEP)                             | 10           |
| Tyskland (Media Control AG)                  | 20           |
| Irland (IRMA)                                | 12           |
| Nederländerna (Dutch Top 40)                 | 34           |
| Nya Zeeland (RIANZ)                          | 44           |
| Sverige (Sverigetopplistan)                  | 22           |
| Schweiz (Swiss Music Charts)                 | 33           |
| Storbritannien (The Official Charts Company) | 15           |
| US Billboard Hot 100                         | 15           |
| US Billboard Top 40 Mainstream               | 10           |
| USA, Billboard Rhythmic Top 40               | 18           |
| USA, Billboard Hot Dance Club Play           | 1            |

| Årslista (1996)        | Position |
| ---------------------- | -------- |
| Canada Dance (RPM)     | 12       |
| USA, Billboard Hot 100 | 94       |

## Coverversioner
Indiebandet Jukebox The Ghost spelade in låten på samlingsalbumet Engine Room Recordings Guilt by Association Vol. 2, som släpptes i november 2008. I sjätte säsongen av Så mycket bättre gjorde Andreas Kleerup en tolkning av låten.

## Framträdanden i andra medier
- Låten ingick 1998 som soundtrack till Night at the Roxbury, och spelades i en reklamkampanj för filmen.
- Låten var den första att spelas kvällen då Florida Marlins vann sjunde matchen i World Series 1997.
- Låten hördes också i Adam Sandlers filmer, I Now Pronounce You Chuck and Larry från 2007 och You Don't Mess With The Zohan från 2008.

### Fotnoter
1. ↑  ”Billboard - Google Boeken”. Books.google.com. 16 december 1995. http://books.google.com/books?id=JA0EAAAAMBAJ&printsec=frontcover&lr=#v=onepage&q&f=false. Läst 15 januari 2012.
2. ↑  "Australian-charts.com - Ace of Base - Beautiful Life". ARIA Top 50 Singles. Hung Medien.  Retrieved 2011-04-13.
3. ↑  "Ace of Base - Beautiful Life Austriancharts.at" (in German). Ö3 Austria Top 40. Hung Medien.  Retrieved 2011-04-13.
4. ↑  "Ultratop.be - Ace of Base - Beautiful Life" (in Dutch). Ultratop 50. Ultratop & Hung Medien / hitparade.ch.  Retrieved 2011-04-13.
5. ↑  "Ultratop.be - Ace of Base - Beautiful Life" (in French). Ultratop 40. Ultratop & Hung Medien / hitparade.ch.  Retrieved 2011-04-13.
6. ↑  Canada top singles peak
7. ↑  Canada dance peak
8. ↑  "Finnishcharts.com - Ace of Base - Beautiful Life". Suomen virallinen lista. Hung Medien.  Retrieved 2011-04-13.
9. ↑  "Lescharts.com - Ace of Base - Beautiful Life" (in French). Les classement single. Hung Medien.  Retrieved 2011-04-13.
10. ↑  "Musicline.de - Chartverfolgung - Ace of Base - Beautiful Life" (in German). Media Control Charts. PhonoNet GmbH.  Retrieved 2011-04-13.
11. ↑  Search for Irish peaks
12. ↑  "Nederlandse Top 40 - Ace of Base search results" (in Dutch) Dutch Top 40.  Stichting Nederlandse Top 40.  Retrieved 2011-04-13.
13. ↑  "Charts.org.nz - Ace of Base - Beautiful Life". Top 40 Singles. Hung Medien.  Retrieved 2011-04-13.
14. ↑  "Swedishcharts.com - Ace of Base - Beautiful Life". Singles Top 60. Hung Medien.  Retrieved 2011-04-13.
15. ↑  "Ace of Base - Beautiful Life swisscharts.com". Swiss Singles Chart. Hung Medien.  Retrieved 2011-04-13.
16. ↑  "Archive Chart" UK Singles Chart. The Official Charts Company.  Retrieved 2011-04-13.
17. ↑  "Ace Of Base Album & Song Chart History" Billboard Hot 100 for Ace Of Base. Prometheus Global Media.  Retrieved 2011-04-13.
18. 1 2 3  Allmusic. Ace of Base | Billboard Singles.
19. ↑  Canada Top 50 Dance Tracks of 1996
20. ↑  Matthew Solarski (19 november 2008). ”My Brightest Diamond, Frightened Rabbit Do Covers”. Pitchfork. http://pitchfork.com/news/34070-my-brightest-diamond-frightened-rabbit-do-covers/. Läst 11 juni 2009.